# Juvenal Camacho
Juvenal Camacho es un actor colombiano de cine y televisión y abogado. por su carrera artisica reconocido entre otros por interpretar el papel de Nicolás Forero en la telenovela Yo amo a Paquita Gallego y por protagonizar la película de Lisandro Duque Naranjo Los niños invisibles. Como abogado por crear el festival internacional de cine de víctimas del conflicto y FIC-VIC

## Actuación
Camacho logró el reconocimiento en la televisión Colombiana por su interpretación del niño Nicolás Forero en la telenovela Yo amo a Paquita Gallego entre 1997 y 1998, en un elenco protagónico conformado por Andrés Juan y Cristina Umaña. En 2000 integró el reparto de otra telenovela, Alejo, la búsqueda del amor, y un año después protagonizó el largometraje de Lisandro Duque Naranjo Los niños invisibles, en el que interpretó el papel de Gonzalo, un niño que junto a sus amigos busca una pócima de invisibilidad.
A partir de entonces, Camacho registró apariciones en otras producciones para televisión colombianas como Siguiendo el rastro, María Madrugada, Un ángel llamado Azul, Padres e Hijos, Tu voz estéreo, A mano limpia y Popland!.

## Derecho
En la década de 2010 inicia su formación jurídica, donde su gusto por las artes se evidencia en su proceso de formación, es así como en 2016 crea el Festival Internacional de Cine de las Víctimas del Conflicto FIC-VIC, un festival de cortometrajes relacionados con el posconflicto en Colombia, que busca contribuir a la reparación simbólica y memoria histórica del país
A mediados de la decana de 2010 escribe como tesis de grado el texto "Un acercamiento a la construcción dramaturgia como herramienta para la reparación simbólica de las víctimas" la cual le permite graduarse con honores de su pregrado.

## Filmografía

### Cine
- 2001 - Los niños invisibles

### Televisión
- 1997 - Yo amo a Paquita Gallego
- 2000 - Alejo, la búsqueda del amor
- 2002 - Siguiendo el rastro
- 2002 - María Madrugada
- 2003 - Un ángel llamado Azul
- 2008 - Padres e hijos
- 2010 - Tu voz estéreo
- 2010 - A mano limpia
- 2011 - Mujeres al límite
- 2011 - Popland!